# Lapeyrouse (Ain)
Lapeyrouse – miejscowość i gmina we Francji, w regionie Owernia-Rodan-Alpy, w departamencie Ain.

## Demografia
Według danych na styczeń 2012 roku gminę zamieszkiwały 302 osoby, a gęstość zaludnienia wynosiła 15,1 osób/km².